# Чернополосый капуцин
Чернополосый капуцин (лат. Sapajus libidinosus) — вид приматов семейства цепкохвостых обезьян.

## Классификация
Ранее вид относили к роду Cebus, однако проведённые в 2012 году генетические исследования позволили выделить из состава этого рода новый род, Sapajus. Эволюционные пути этих двух родов разошлись примерно 6,2 млн лет назад (примерно в то же время жил последний общий предок человека и шимпанзе). Чернополосый капуцин был причислен к роду Sapajus.

## Описание
Чернополосый капуцин — это примат средней величины со стройными конечностями и длинным хвостом. Его шерсть преимущественно желтовато-коричневого окраса, на спине имеется тёмная полоса. Руки, ноги и хвост также окрашены в тёмный цвет. Верхняя часть головы тёмно-коричневая, здесь волосы образуют два хохла.

## Распространение
Чернополосый капуцин проживает на обширных территориях центра Южной Америки. Его область распространения охватывает центральную Бразилию (Каатинга, Серрадо и Пантанал), а также юго-восточную Боливию, части Парагвая и крайний север Аргентины. Его местообитания — это леса, причём чаще его можно встретить в сухих лиственных лесах.

## Образ жизни

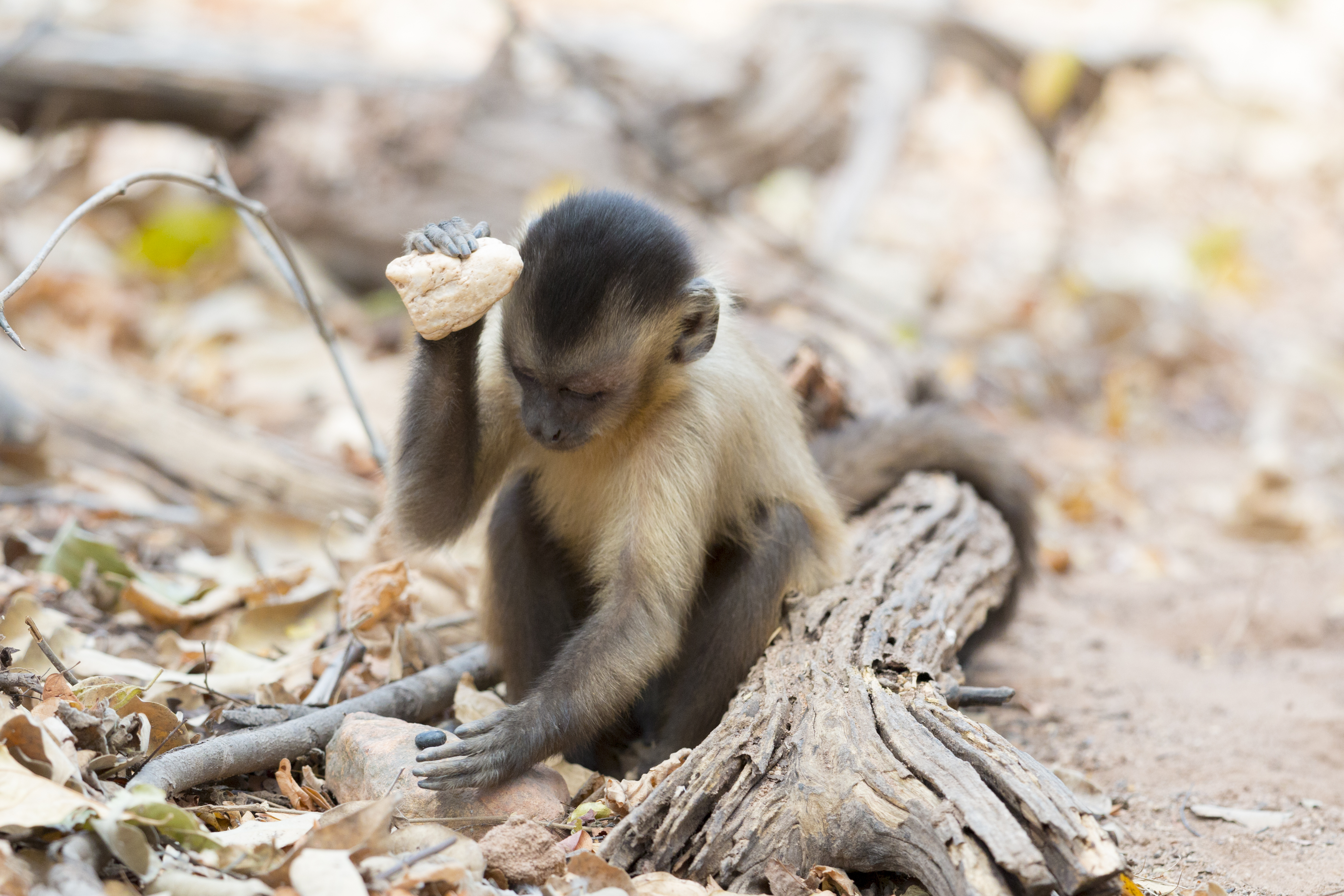

Эти приматы дневные обитатели деревьев, передвигающиеся преимущественно на четвереньках. Они живут в группах до 20 животных, состоящих из нескольких самцов и самок. Доминантный самец руководит группой, наряду с ним имеется также руководящая самка, которой подчинены все другие самцы.
Это всеядные животные, питающиеся в первую очередь плодами. Наряду с этим они питаются другими частями растений, а также насекомыми и мелкими позвоночными животными. Известны случаи использования каменных орудий труда, так они используют камни для выкапывания корней и щёлканья орехов, выбирая камни, подходящие для разных целей и оббивая их друг о друга. Одна группа диких обезьян-капуцинов из национального парка Серра-да-Капивара в Бразилии, непреднамеренно ломающая свои каменные орудия, получает отщепы и отколотые отбойники, имеющие много общего с каменными орудиями гоминидов.
Инициатива в выборе партнёра для спаривания исходит от самки, разумеется, большинство выбирает вожака, от которого происходит большинство детёнышей в группе.